# Дієґо Крістін
Дієґо Крістін (ісп. Diego Cristin; нар. 5 квітня 1981) — колишній аргентинський тенісист.
Найвищу одиночну позицію світового рейтингу — 318 місце досяг 6 серпня 2007, парну — 199 місце — 12 квітня 2010 року.

## Титули на челленджерах

### Парний розряд: (1)
| Ранг | Рік  | Турнір         | Покриття | Партнер       | Суперники                          | Рахунок  |
| ---- | ---- | -------------- | -------- | ------------- | ---------------------------------- | -------- |
| 1.   | 2009 | Сантьяго, Чилі | Ґрунт    | Едуардо Шванк | Хуан Пабло Бжезіцькі Давід Марреро | 6–4, 7–5 |